# Unionville Seaforths
Unionville Seaforths je bil mladinski hokejski klub iz Unionvilla. Igral je v Metro Junior A League v sezoni 1961/62. Domača dvorana kluba je bila Crosby Memorial Arena.
Klub je ime dobil po kapitanu Seaforthu. Predhodno je igral v Mladinski B ligi, nato je napredoval v novo ligo leta 1961. 
Trenersko mesto sta družno izpolnjevala Cliff Simpson in Peanuts O'Flaherty. Moštvo je končalo sezono na zadnjem mestu, eno točko za moštvom Brampton 7Ups. 
Po skromni prvi sezoni v majhni dvorani v Unionvillu, se je klub preselil v center Toronta in se preimenoval v Toronto Knob Hill Farms. 

## NHL igralci
1 igralec je napredoval do lige NHL:

Wayne Carleton

## Izidi
| Sezona  | Tekem | Zmag | Porazov | Remijev | TOČ | %     | GF  | GA  | Uvrstitev    |
| 1951/52 | 20    | 7    | 12      | 1       | 15  |       | 92  | 122 | 4. v Metro B |
| 1952/53 | 30    | 14   | 15      | 1       | 29  |       | 123 | 146 | 3. v Metro B |
| 1953/54 | 32    | 14   | 17      | 1       | 29  |       | 116 | 112 | 6. v Metro B |
| 1954/55 |       |      |         |         |     |       |     |     |              |
| 1961/62 | 36    | 10   | 21      | 5       | 25  | 0.347 | 133 | 157 | 5. v Metro A |